# Bezirk Staremiasto
Bezirk Staremiasto – dawny powiat (Bezirk) kraju koronnego Królestwo Galicji i Lodomerii, funkcjonujący w latach 1854–1867. Siedzibą starostwa było miasto Staremiasto (obecnie Stary Sambor).

## Historia
Bezirk Staremiasto utworzono w ramach reformy uwłaszczeniowej z okresu Wiosny Ludów (1848–1849), która likwidowała jurysdykcję właściciela ziemskiego nad poddanymi. W Galicji, dominium – jako podstawowa jednostka administracyjna i filar systemu feudalnego straciło rację bytu. Konieczne stało się zatem wprowadzenie nowego systemu administracyjnego, którego zręby powstały w latach 1851–1855. Nowy trójstopniowy podział administracyjny objął 21 cyrkułów (niem. Kreise), 179 małych powiatów (niem. Bezirke) i ponad 6000 gmin (niem. Gemeinde).
Bezirk Staremiasto objął obszar o wielkości 7,9 mil², zamieszkany przez 24.909 ludzi i podzielony na 33 gminy katastralne, w tym jedno miasto (Staremiasto). Wszedł w skład cyrkułu samborskiego, jako jeden z jego jedenastu powiatów.
Po nadaniu Galicji autonomii oraz powołaniu samorządu gminnego i powiatowego w 1865 zlikwidowano cyrkuły (Kreise). Dotychczasowe małe powiaty (Bezirke) w liczbie 179, utrzymały się do 1867 roku, kiedy to w następstwie kolejnej reformy administracyjnej (23 stycznia 1867) zostały zastąpione przez 74 większych powiatów. Obszar zniesionego Bezirk Staremiasto wszedł wtedy w całości w skład nowego powiatu staromiejskiego. 10 stycznia 1869 do powiatu staromiejskiego przydzielono gminy Lenina Wielka i Nanczułka Wielka, których przynależność administracyjna w chwili reformy nie została ustalona. 1 stycznia 1900 nazwę powiatu staromiejskiego zmieniono na starosamborski.

## Podział administracyjny (1854)
| Lp. | Gmina jednostkowa      | Powierzchnia | Ludność | Powiat w 1867 po zniesieniu |
| --- | ---------------------- | ------------ | ------- | --------------------------- |
| 1   | Staremiasto (M)        | 1945         | 2661    | staromiejski                |
| 2   | Sozań                  | 1245         | 345     | staromiejski                |
| 3   | Baczyna                | 770          | 241     | staromiejski                |
| 4   | Ławrów                 | 780          | 341     | staromiejski                |
| 5   | Nanczułka Wielka       | 1250         | 505     | staromiejski                |
| 6   | Topolnica              | 3400         | 1131    | staromiejski                |
| 7   | Spas                   | 1010         | 264     | staromiejski                |
| 8   | Smolnica Górna i Dolna | 360          | 136     | staromiejski                |
| 9   | Strzelbice             | 4960         | 1302    | staromiejski                |
| 10  | Bilicz                 | 6540         | 1886    | staromiejski                |
| 11  | Wołoszynowa            | 2925         | 925     | staromiejski                |
| 12  | Tycha                  | 1475         | 350     | staromiejski                |
| 13  | Nanczułka Mała         | 1315         | 412     | staromiejski                |
| 14  | Potok Wielki           | 1535         | 397     | staromiejski                |
| 15  | Lenina Wielka          | 4695         | 1074    | staromiejski                |
| 16  | Lenina Mała            | 1655         | 505     | staromiejski                |
| 17  | Wola Koblańska         | 3055         | 711     | staromiejski                |
| 18  | Suszyca Rykowa         | 1650         | 379     | staromiejski                |
| 19  | Terszów z Zawadką      | 2520         | 681     | staromiejski                |
| 20  | Busowisko              | 2595         | 716     | staromiejski                |
| 21  | Łużek Górny            | 4150         | 1089    | staromiejski                |
| 22  | Strzyłki               | 3315         | 762     | staromiejski                |
| 23  | Hołowiecko             | 4572         | 1471    | staromiejski                |
| 24  | Wiciów                 | 1553         | 367     | staromiejski                |
| 25  | Tysowica               | 2890         | 759     | staromiejski                |
| 26  | Rosochy                | 2010         | 860     | staromiejski                |
| 27  | Terło                  | 2670         | 792     | staromiejski                |
| 28  | Libuchowa              | 1140         | 375     | staromiejski                |
| 29  | Mszaniec               | 3727         | 1087    | staromiejski                |
| 30  | Grąziowa               | 2651         | 836     | staromiejski                |
| 31  | Płoskie                | 1515         | 510     | staromiejski                |
| 32  | Bystre                 | 1570         | 444     | staromiejski                |
| 33  | Gałówka                | 1843         | 595     | staromiejski                |

Objaśnienie:
(M) = miasto; (m) = miasteczko